# Johanna Taubert
Johanna Taubert (* 22. Oktober 1946 in Duisburg; † 6. Juli 2008) war eine deutsche Krankenschwester, Unterrichtsschwester, Pflegedienstleiterin und Professorin für Pflegewissenschaft.

## Leben und Wirken
Johanna Taubert absolvierte die Krankenpflegeausbildung in ihrem Geburtsort Duisburg. Sie bildete sich zur Unterrichtsschwester und Pflegedienstleiterin weiter und schloss ein Lehramtsstudium mit den beiden Fächern Deutsch und Evangelische Theologie ab. Am Heidelberger Weiterbildungsinstitut für Gruppenanalyse ließ sich Johanna Taubert zwischen 1985 und 1989 zur Gruppenanalytikerin und Supervisorin ausbilden. Heidelberg war zu jenem Zeitpunkt nicht zuletzt durch die Arbeiten des Heidelberger Internisten Peter Hahn ein produktiver Ort für eine solche Weiterbildung. Die gewonnenen Erkenntnisse flossen 1990 maßgeblich in die Taubert'sche Dissertation am Fachbereich Erziehungswissenschaft der Universität Hannover zur Geschichte der „Krankenpflege zwischen Diakonie und Patientenorientierung auf dem Weg zu einem neuen Selbstverständnis“ ein. In dieser Dissertation befasste sie sich u. a. mit Erik H. Erikson, Heinz Kohut und Jacques Lacan in einem Kapitel zu Theorien zur Entwicklung des Selbstbewusstseins und der Identität. Taubert gelangte in ihrer Dissertation zu der Einschätzung, dass bei der funktionellen Pflege eine individuelle ganzheitliche Betreuung erschwert ist, eine umfassende Information über die zu betreuenden Patienten nicht möglich ist und auf individuelle Bedürfnisse nicht eingegangen werden kann.
Von 1976 bis 1984 war Taubert Leiterin des Referats „Fortbildung und Supervision“ im Diakoniewerk Düsseldorf–Kaiserswerth. Das Bundesministerium für Arbeit und Soziales förderte hier zwischen 1980 und 1983 das Modellprojekt „Menschengerechte Krankenpflege“. Mit diesem Modellprojekt, das eine große Durchschlagskraft hatte, gelang es Taubert, neue Akzente in der entstehenden Pflegewissenschaft dieser Zeit zu setzen. Sie arbeitete zeitgleich in Arbeitsgruppen anderer Hochschulen zur Patientenorientierung in der Pflege. Im Rahmen dieses Projekts arbeitete Taubert auch mit der renommierten Kaiserswerther Diakonisse Anna Sticker des von Theodor Fliedner gegründeten Kaiserswerther Diakonissenmutterhauses, die sich zu Forschungszwecken an der Schwesternschule der Universität Heidelberg aufgehalten hatte, sowie mit der mit Sticker befreundeten Frankfurter Pflegewissenschaftlerin Hilde Steppe zusammen. Das Forschungsprojekt "Menschengerechte Krankenpflege" wurde wissenschaftlich vom Institut für Entwicklungs- und Strukturplanung in Hannover begleitet.
Einen ersten Ruf auf eine Professur für Pflegewissenschaft erhielt Johanna Taubert von der Ev. Fachhochschule Ludwigshafen am Rhein. In dieser Zeit kam es zu einem fast vollständigen Bruch mit kirchlichen Institutionen. Taubert gelangte zu der Anschauung, dass diese Institutionen einer Professionalisierung der Pflege zuwider arbeiteten und deshalb einer Patientenorientierung eher abträglich seien. Eine Synthese zwischen dem Kaiserswerther Modellprojekt und den Erkenntnissen der Ausbildung zur Gruppenanalytikerin gelang ihr also nicht. Zwei Jahre später wechselte sie deshalb an die Hochschule Bremen, wo sie den „Internationalen Studiengang für Pflegeleitung“ aufbaute.

### DBfK und DGP
Taubert war Geschäftsführerin des Deutschen Berufsverbands für Krankenpflege (DBfK) in Niedersachsen. Gemeinsam mit Karin Wittneben, Sabine Bartholomeyczik sowie Marianne Arndt (mit jeweils vorausgegangener Ausbildung bzw. Studium an der Schwesternschule der Universität Heidelberg) bildete Johanna Taubert 1996 die „AG zur Vorbereitung einer Sektion Hochschullehre Pflegewissenschaft“ der Deutschen Gesellschaft für Pflegewissenschaft (DGP; 1996 hieß sie noch: Deutscher Verein), die am 12. Juli 1996 offiziell gegründet wurde. Johanna Taubert wurde später Mitglied des Vorstandes der DGP.
Krankheitsbedingt schied Johanna Taubert 2002 aus dem aktiven Berufsleben aus. Sie verstarb im Jahr 2008 mit 62 Jahren.

## Veröffentlichungen
- Johanna Taubert (Mitarbeiterin): Von der krankheitsorientierten zur patientenorientierten Krankenpflege. Bericht über einen Modellversuch im Diakoniewerk Kaiserswerth (Forschungsbericht. Der Bundesminister für Arbeit und Sozialordnung, Band 115). Herausgegeben von Friedrich Johannsen, Bundesminister für Arbeit und Sozialordnung, Referat Presse und Information, Bonn 1985.
- Taubert, Johanna: Pflege auf dem Weg zu einem neuen Selbstverständnis. Berufliche Entwicklung zwischen Diakonie und Patientenorientierung, Dissertation Universität Hannover 1990, Mabuse–Verlag Frankfurt a. M. 1992.
- Taubert, Johanna: Balanceakte als Ansatzpunkte für Pflegehandeln (zu den Pflegetheorien von Ernestine Wiedenbach, Hildegard Peplau), in: Stefan Goerres, Helga Krüger, Hanneke van Maanen (NL), Hartmut Remmers: Innovation der Pflege durch Wissenschaft. Perspektiven und Positionen, Altera Bremen 1996, S. 129–138.
- mit Petra Kriesel, Helga Krüger, Gudrun Piechotta, Hartmut Remmers: Pflege lehren – Pflege managen. Eine Bilanz innovativer Ansätze, Mabuse Ffm 2000.

## Foto
Aus Anlass der Gründung der „Sektion Hochschullehre Pflegewissenschaft“ der Deutschen Gesellschaft für Pflegewissenschaft entstand ein Foto, das Johanna Taubert zeigt (rechts), gemeinsam mit Marianne Arndt (links), Sabine Bartholomeyczik (Mitte) und Karin Wittneben (sitzend).